# Вест-Індійський патріархат
Ве́ст-Інді́йський патріарха́т (лат. Patriarchatus Indiarum Occidentalium; ісп. Patriarcado de las Indias Occidentales) — титулярний патріархат римського обряду Католицької церкви в Іспанії. Охоплює терени Вест-Індії і Кариби.   Заснована 11 травня 1524 року. Голова — патріарх Вест-Індійський.      Патріарший престол вакантний від 1963 року, після смерті останнього патріарха. Також — Західноінді́йський патріарха́т.

## Патріархи
- 27 липня 1923 — 8 жовтня 1925: Хуліан де Дієго-і-Гарсія-Альколеа